# Villers-Buzon
Villers-Buzon település Franciaországban, Doubs megyében. Lakosainak száma 295 fő (2022. január 1.). Villers-Buzon Lavernay, Dannemarie-sur-Crète, Pouilley-Français, Mazerolles-le-Salin, Corcondray és Chemaudin et Vaux községekkel határos.

## Népesség
A település népessége az elmúlt években az alábbi módon változott:
| Lakosok száma | 77   | 169  | 240  | 254  | 251  | 250  | 259  | 259  | 260  | 295  |
|               | 1968 | 1982 | 1990 | 2006 | 2013 | 2015 | 2017 | 2019 | 2020 | 2022 |